# 恒星の一覧
恒星の一覧（こうせいのいちらん、英：lists of stars）は、恒星の一覧記事の一覧。
場所による一覧
- 星座の一覧
- 星座別の恒星の一覧（Category:星座別の恒星の一覧）
- 恒星の固有名の一覧 (星座別)

距離等による一覧
- 近い恒星の一覧
- 明るい恒星の一覧

物理的な性質による一覧
- 光度の大きい恒星の一覧
- 質量の大きい恒星の一覧
- 直径の大きい恒星の一覧
- 質量の小さい恒星の一覧

その他の星のリスト
- 変光星の一覧
  - 半規則型変光星の一覧
  - 主な超新星の一覧

## その他の特徴ある恒星
- はくちょう座X-1 — X線源
- HE 0107-5240 — 発見された星の中で最も古いものの一つ
- アンドロメダ座GY星 — 化学的に奇妙な変光星
- ネメシス — 仮説上の太陽の伴星
- OGLE-TR-122b — 発見された恒星の中で最も小さいものの一つ（褐色矮星の可能性もある）
- はくちょう座P星 — 17世紀に突如輝きだした星
- ウィンネッケ4 — メシエ番号40番
- うしかい座ζ星 — スペックル干渉法の基準星
- R136a1 —　観測史上最大の質量を持つ恒星
- Quasi-star ー 仮説上の中心にブラックホールがあるとされる赤色巨星